# Schneegolf

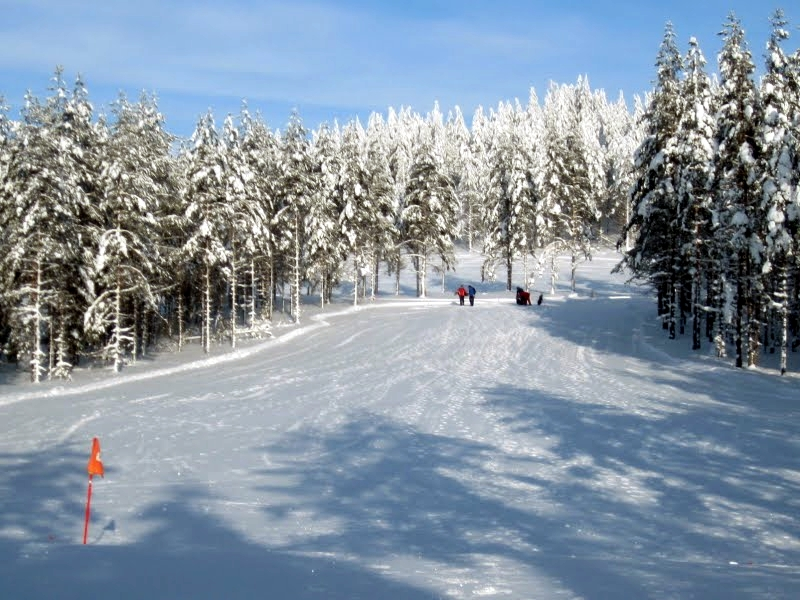
Schneegolfbahn in Finnland

Schneegolf ist eine Variante des Golfsports, die nicht auf Rasen, sondern auf Schnee- und Eisflächen gespielt wird. Dabei heißen die Greens hier Whites, da sie aus einer Eisfläche bestehen, die speziell hierfür präpariert werden. Entsprechend sind die Bälle nicht weiß, sondern grün oder rot.

## Geschichte

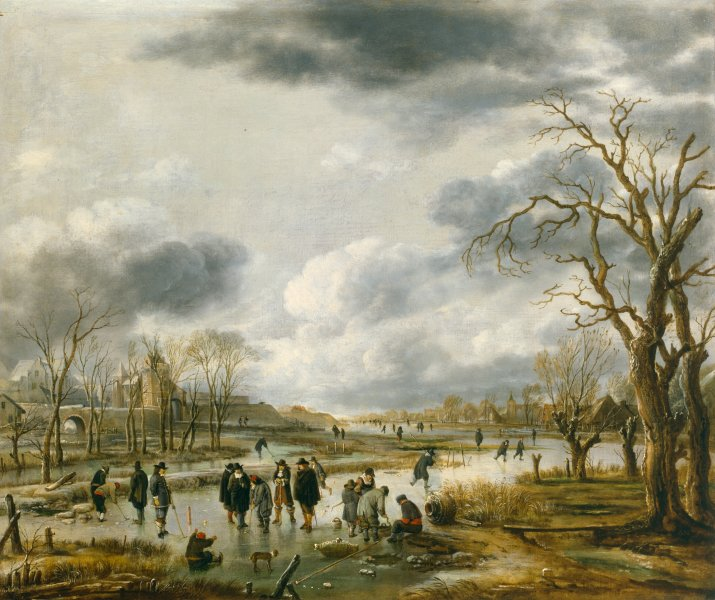
Aert van der Neer, IJsvermaak buiten de stadswal (ca. 1655)

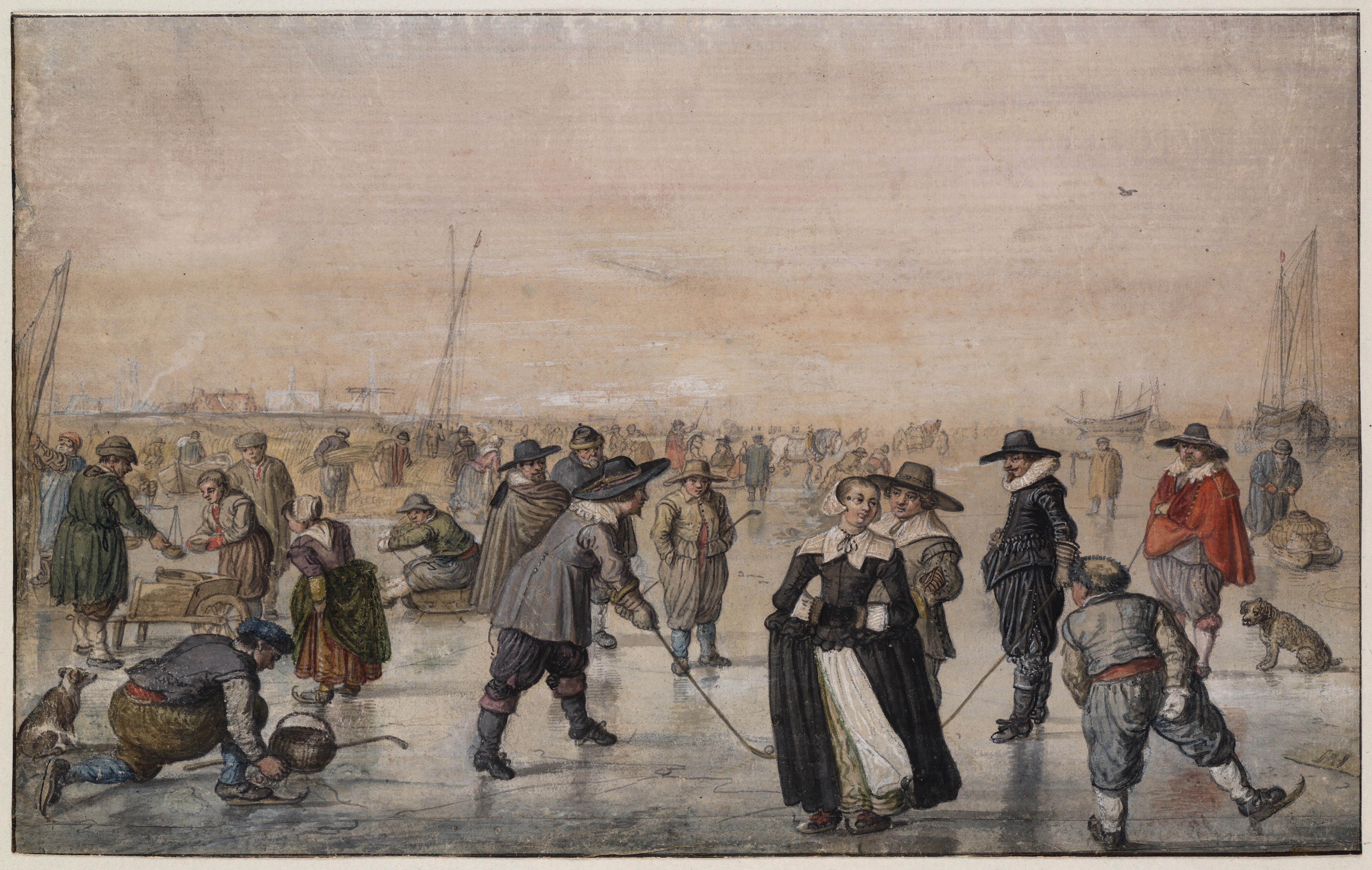
Hendrick Avercamp, A Scene on the Ice (ca. 1615)

Ähnlich wie beim Golf, wird das niederländische Kolf (auch Colf) oft als „Urform“ des Schneegolfs betrachtet. Kolf als populäre Wintersportart auf zugefrorenen Kanälen ist bereits aus dem 17. Jahrhundert belegt, unter anderem durch Gemälde von Aert van der Neer und Hendrick Avercamp. Als Erfinder des „modernen“ Schneegolfs wird der britische Schriftsteller und Nobelpreisträger Rudyard Kipling benannt. Kipling schrieb sein berühmtes Werk Dschungelbuch im kalten Neuengland (USA) um die Jahrhundertwende und entspannte sich beim geliebten Golftraining, obwohl der Schnee normales Golf nicht zuließ.

## Weltmeisterschaften
Es werden Weltmeisterschaften von zwei Organisatoren im Schneegolf und Eisgolf ausgetragen. Die Schneegolf-WM ist seit 2007 als internationale Benefizveranstaltung ausgelegt, an der zahlreiche Prominente teilnehmen. Sie wird als tourismuspolitische Maßnahme vom Land Salzburg gefördert. Die Eisgolf-WM wird seit 1999 jährlich auf dem nördlichsten Golfplatz der Welt auf dem Meereis vor Uummannaq (Grönland) veranstaltet und ist durch die Eisbeschaffenheit sehr wetterabhängig. Teilnehmer müssen ein Handicap von höchstens 36 aufweisen. Aufgrund der extremen Temperaturen wird von der Verwendung von Schlägern mit Graphit-Schaft abgeraten. Von 2007 bis 2010 konnten die Eisgolf-Weltmeisterschaften wegen zu warmer Winter nicht abgehalten werden.
| Jahr | Ausprägung | Datum         | Ort                     | Weltmeister                                                             |
| ---- | ---------- | ------------- | ----------------------- | ----------------------------------------------------------------------- |
| 1999 | Eisgolf    | 27.3. – 28.3. | Uummannaq, Grönland     | Peter Masters, England                                                  |
| 2000 | Eisgolf    |               | Uummannaq, Grönland     | Annika Østberg, Dänemark                                                |
| 2001 | Eisgolf    | 7.4. – 8.4.   | Uummannaq, Grönland     | Annika Østberg, Dänemark                                                |
| 2002 | Eisgolf    |               | Uummannaq, Grönland     | Roger Beames, Schottland                                                |
| 2003 | Eisgolf    | 21.3. – 23.3. | Uummannaq, Grönland     | wetterbedingter Abbruch                                                 |
| 2006 | Eisgolf    | 23.2. – 27.3. | Uummannaq, Grönland     | Jason Cunningham, Australien                                            |
| 2007 | Schneegolf | 2.2. – 4.2.   | Abtenau (Österreich)    | Herren: Adi Hengstberger, Deutschland / Damen: Kathi Hämpel, Österreich |
| 2007 | Eisgolf    |               | Uummannaq, Greenland    | abgesagt wegen mangelnder Eisdicke                                      |
| 2008 | Eisgolf    | 20.3. – 25.3. | Uummannaq, Greenland    | abgesagt wegen Wechsel des Managements                                  |
| 2009 | Schneegolf | 29.1. – 31.1. | Obertauern (Österreich) | Herren: Adi Hengstberger, Deutschland / Damen: Sarah Holzl, Österreich  |
| 2009 | Eisgolf    | 19.3. – 24.3. | Uummannaq, Grönland     | wetterbedingte Absage                                                   |
| 2010 | Eisgolf    | 15.3. – 21.3. | Uummannaq, Grönland     | wetterbedingte Absage                                                   |